# Savino Guglielmetti
Savino Guglielmetti (n. 26 noiembrie 1911, Milano, Regatul Italiei – d. 23 ianuarie 2006, Milano, Italia) a fost un gimnast artistic ce a reprezentat Italia, medaliat olimpic. A participat la 3 ediții ale Jocurilor Olimpice (1932, 1936, 1948) în care a câștigat două medalii de aur.